# Държавен архив на Северна Македония
Държавният архив на Северна Македония (на македонска литературна норма: Државен Архив на Република Северна Македонија) поддържа основната част от държавните архиви в страната.
Централната администрация на архива се намира в Скопие, на кей „Димитър Влахов“ № 19. От 2015 година председател е д-р Филип Петровски, а от 2017 година – Кирил Петров.
Архивът официално е формиран през 1951 година в Социалистическа република Македония, според закона за държавните архиви, приет от Народното събрание на републиката. Между 1926 – 1941 година в Кралство Югославия съществува регионален архив към Държавния архив на Сърбия в Белград. Между 1953 – 1960 година са създадени регионални архиви в Куманово, Щип, Струмица, Тетово, Велес, Прилеп, Битоля и Охрид. Архивното дело в Северна Македония се ръководи според приетия закон през 1990 година, допълнен през 1995 година, както и според приети наредби в периода 1996 – 2005 година.

## Сграда
В 1970 година Архивът се сдобива с нова, специално построена за нуждите му сграда, обявена за паметник на културата. В 2013 година сградата е дадена на Прокуратурата, а Архивът е преместен в сградата на Археологическия музей.